# Dominik Záleský
Dominik Záleský (* 23. August 1995 in Ústí nad Orlicí) ist ein tschechischer Sprinter, der sich auf den 100-Meter-Lauf spezialisiert hat.

## Sportliche Laufbahn
Erste Erfahrungen bei internationalen Meisterschaften sammelte Dominik Záleský 2017 bei den U23-Europameisterschaften in Bydgoszcz, bei der er im 100-Meter-Lauf bis in das Halbfinale gelangte, in dem er mit 10,39 s ausschied. Zudem wurde er mit der tschechischen 4-mal-100-Meter-Staffel im Vorlauf disqualifiziert. Anschließend nahm er erstmals an der Sommer-Universiade in Taipeh teil und schied dort mit 12,18 s im Viertelfinale aus. Im Jahr darauf nahm er im 60-Meter-Lauf an den Hallenweltmeisterschaften in Birmingham teil und schied dort mit 6,67 s im Halbfinale aus. Bei den Europameisterschaften in Berlin schied er mit 10,55 s in der ersten Runde aus und erreichte mit der Staffel das Finale, in dem er aber nicht mehr an den Start ging. Bei den IAAF World Relays 2019 in Yokohama schied er mit 38,77 s im Vorlauf aus, ehe er anschließend bei den Studentenweltspielen in Neapel in 10,42 s Rang sechs belegte, wie auch mit der tschechischen Stafette in 40,54 s.
Bei den Olympischen Winterspielen 2022 in Peking war er Anschieber des tschechischen Viererbobs von Dominik Dvořák.
2018 wurde Záleský tschechischer Hallenmeister im 60-Meter-Lauf.

## Persönliche Bestzeiten
- 100 Meter: 10,24 s (+1,6 m/s), 26. Juli 2019 in Brünn
  - 60 Meter (Halle): 6,61 s, 9. Januar 2018 in Prag
- 200 Meter: 20,94 s (+0,7 m/s), 23. Mai 2021 in Ostrava